# Amphelictus caliginosus
Amphelictus caliginosus är en skalbaggsart som beskrevs av Martins och Monné 2005. Amphelictus caliginosus ingår i släktet Amphelictus och familjen långhorningar. Inga underarter finns listade i Catalogue of Life.